# Staphyleaceae
Famille
Classification APG III (2009)
La famille des Staphyléacées regroupe des plantes dicotylédones ; elle comprend 60 espèces réparties en 2 à 5 genres.
Ce sont des petits arbres ou des arbustes, à feuilles opposées, composées, des régions tempérées à tropicales, originaires de l'hémisphère nord (holarctique, Indomalais) et d'Amérique du Sud.

## Étymologie
Le nom vient du genre type Staphylea issu du grec σταφυλ / staphyl , « grappe de raisin », en référence à la forme en grappe des inflorescences.
Pline l'Ancien (23-79) décrit une plante appelée Staphylodendron  dont il est difficile de connaître l’espèce mais qu’il nomme « arbre au raisin » ou « pistache sauvage ».

## Classification
La classification classique, Cronquist (1981), situe cette famille dans l'ordre des Sapindales.
La classification phylogénétique APG II (2003) assigne les genres Huertea et Tapiscia aux Tapisciacées (ordre des Huerteales) et situe les Staphyléacées dans l'ordre des Crossosomatales.

## Liste des genres
Selon Angiosperm Phylogeny Website (2 juin 2010) :
- Dalrympelea (es) Roxburgh
- Staphylea Linnaeus

Selon NCBI (2 juin 2010) :
- Euscaphis (es) (inclus dans Staphylea par Angiosperm Phylogeny Website)
- Huertea (es)
- Staphylea
- Turpinia (es) (inclus dans Staphylea par Angiosperm Phylogeny Website)

Selon DELTA Angio (2 juin 2010) :
- Euscaphis (es) (inclus dans Staphylea par Angiosperm Phylogeny Website)
- Staphylea
- Turpinia (inclus dans Staphylea par Angiosperm Phylogeny Website)

Selon ITIS (2 juin 2010) :
- Staphylea L.
- Turpinia Vent. (inclus dans Staphylea par Angiosperm Phylogeny Website)

L'Angiosperm Phylogeny Website (15 juin 2010), GRIN (15 juin 2010) et DELTA Angio (15 juin 2010) placent le genre Huertea dans les Tapisciaceae.

## Liste des espèces

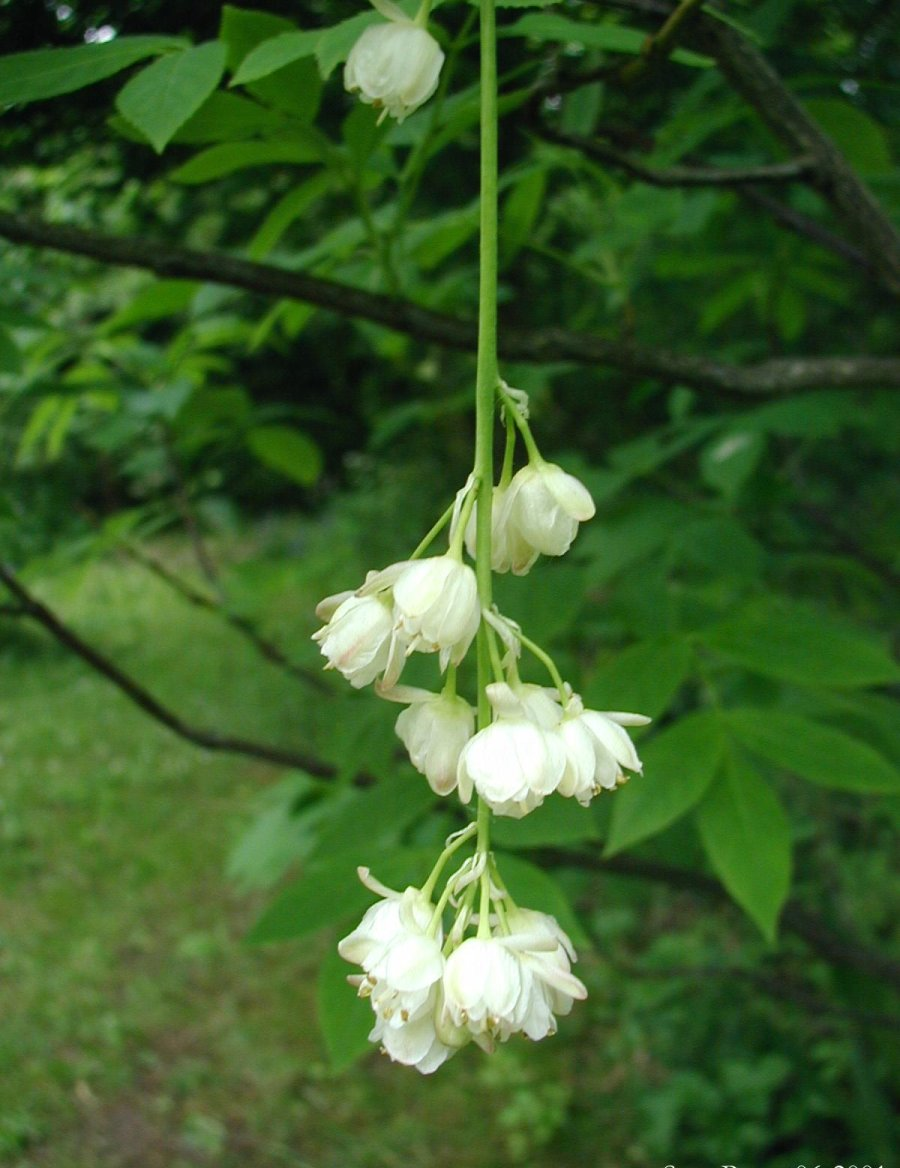
Fleurs de Staphylea pinnata, disséminé en Europe de l'Ouest par des moines - patenôtriers qui le plantaient pour ses graines servant à fabriquer les chapelets

Selon NCBI (2 juin 2010) :
- genre Euscaphis
  - Euscaphis japonica
- genre Huertea
  - Huertea cubensis
  - Huertea glandulosa
- genre Staphylea
  - Staphylea colchica
  - Staphylea holocarpa
  - Staphylea pinnata
  - Staphylea trifolia
- genre Turpinia
  - Turpinia occidentalis
  - Turpinia paniculata